# Yaguarón
Yaguarón ist eine Stadt und ein Distrikt im Departamento Paraguarí, 48 km von Asunción am Yaguarón-Hügel in Paraguay gelegen. Er gilt als die Wiege der Guaraní-Mythologie. Der Distrikt hat etwa 32.000 Einwohner. Der Ortsname leitet sich von dem mythologischen Wesen Jaguarú – „großer Jaguar“ – ab.

## Geschichte
Die Ortsgründung wird dem spanischen Offizier Domingo Martínez de Irala im Jahr 1539 zugeschrieben. Es ist kein genaues Datum bekannt. Die Stadtverwaltung hat als offizielles Datum den 11. Oktober per Resolution bestimmt. Im Jahr 1586 etablierte dort der Franziskaner Luis de Bolaños eine der ersten Indio-Reduktionen Paraguays. Es waren Missionssiedlungen, in denen die Ureinwohner Schutz vor den spanischen Kolonisatoren fanden. Diese ist die einzige Reduktion, in der die Original-Kirche noch in ihrer ursprünglichen Form steht.

## Wiege der Guaraní-Mythologie
Entlang dem alten Weg zum 253 m hohen Yaguarón-Hügel befindet sich der Paseo de los Mitos, an dessen Häusern große Wandgemälde zu sehen sind. Sie erzählen, wie nach dem Glauben der Guaraní die Welt erschaffen wurde. Demnach nahm die Guaraní-Mythologie auf dem Yaguarón-Hügel ihren Anfang. Tupa, ihr höchster Gott, schuf dort das Universum. Er formte aus Wasser und Ton das erste menschliche Paar, Sypave (die Mutter aller Menschen) und Rupave (der Vater aller Menschen). Nach dem Trocknen bließ er ihnen Leben ein. Er hinterließ zudem Angatupyry, den Geist des Guten, und Tau, den Geist des Bösen. Die unbeschreiblich schöne Enkelin der beiden, Kerana, entzündete das Begehren von Tau, der sie einfing, trotz aller Bemühungen Angatupyrys, sie zu retten. Aus dieser Union wurden die sieben Söhne von Kerana geboren, monströse Siebenmonatskinder. Der erstgeborene und monströseste hieß Jaguarú. Sie bilden den Ursprung aller Mythen und Legenden der Guaraní. Am Fuß des Hügels hat die Stadt im Jahr 2018 einige Skulpturen aufgestellt, als Symbol des Ortes, der die sieben Brüder beherbergte. Katholischer Glaube und indigene Mythologie haben sich in Yaguarón vereinigt und bescheren dem Ort jedes Jahr in der Karwoche mehr als 20.000 Gläubige, die auf den Yaguarón-Hügel pilgern, um ganz oben in den beiden Kapellen Gamarra und Kurusu Guasu zu beten.

## Wirtschaft
Neben dem Hauptwirtschaftszweig Landwirtschaft und Viehzucht werden Kleidungsstücke und Sportartikel hergestellt. Im Jahr 2017 wurde eine Futtermittelfabrik mit einer Investition von 212 Millionen Euro der Europäischen Union eröffnet.

## Bildung
In Yaguarón gibt es eine Filiale der Universidad Técnica de Comercialización y Desarrollo – UTCD.

## Museum
In Yaguarón befindet sich das Museum des Diktators  José Gaspar Rodríguez de Francia, der in Paraguay von 1814 bis 1840 herrschte. Es ist im Haus seines Vaters Capitán José Engracia García de Francia untergebracht, in dem er seine Sommerferien verbrachte. Es wurde zwischen 1770 und 1780 im typisch paraguayischen Landhausstil erbaut. Das Haus war auch der örtliche Verwaltungssitz der Tabakbehörde der spanischen Krone, die von seinem Vater geleitet wurde.